# Krzyż Zasługi Cywilnej Obrony
Krzyż Zasługi Cywilnej Obrony (węg. Polgári honvédelmi érdemkereszt) – węgierskie cywilne odznaczenie nadawane za zasługi w czasie II wojny światowej.

## Historia
Krzyż został ustanowiony w dniu 1 marca 1944 roku dla obywateli węgierskich, którzy wyróżnili się w działaniach na rzecz obrony Węgier nie będąc żołnierzami. W szczególności krzyżem tym miano nagradzać osoby, które ochotniczo brały udział w działaniach  mających na celu bezpieczeństwo osób cywilnych, przemysłu oraz brały udział w budowie umocnień obronnych.
Krzyż posiadał trzy klasy:
- klasa I – krzyż złoty
- klasa II – krzyż srebrny
- klasa III – krzyż brązowy

## Zasady nadawania
Medal nadawany był wyłącznie osobą cywilnym za zasługi w działaniach podnoszących bezpieczeństwo ludności cywilnej i przemysłu, w szczególności osoby które czyniły to ochotniczo.

## Opis odznaki
Odznaka odznaczenia ma kształt krzyża maltańskiego o średnicy 45 mm. Wykonywany był z różnych materiałów, najczęściej jednak z lekkich stopów brązu, złoconych, posrebrzanych lub patynowanych.
Na awersie w środku krzyża umieszczono okrągłą tarczę, na krawędziach której znajdują się wieńce laurowe. W środku niej znajduje się herb Węgier na tle promieni słońca.
Na rewersie w środku na okrągłej tarczy znajduje się napis A HONVÉDELEMÉR 1944 (pol. Za obronę 1944).
Krzyż zawieszony jest na trójkątnej blaszce obciągniętej wstążką koloru czerwonego, w środku jest szeroki pas koloru zielonego a po jego bokach wąskie paski koloru białego.